# Chaerephon tomensis
Chaerephon tomensis es una especie de murciélago de la familia Molossidae.

## Distribución geográfica
Es  endémica de la Isla de Santo Tomé, que fue registrado en sólo dos lugares: Praia das Conchas (3 km al noroeste de Guadalupe) y Agua Izé.